# Philip James Bailey
Philip James Bailey, född 22 april 1816 i Nottingham, död där 6 september 1902, var en brittisk poet,  känd för verket Festus.
Hans far ägde Nottingham Mercury som var en av tidningarna i hemstaden. Fadern skrev både vers och prosa. Philip James Bailey började studera på Glasgow University som 16-åring, men han tog ingen examen. 1835 flyttade han till London och började studera juridik. Han flyttade sedan till Basford i norra Nottingham och skrev under tre år Festus som publicerades 1839. Den gjorde omedelbar succé och trycktes i många upplagor, både i Storbritannien och i USA.
Hans följande verk, The Angel World (1850), The Mystic (1855), The Age (1858) och The Universal Hymn' (1867), blev misslyckanden.